# Magnolia Petroleum Company
Die Magnolia Petroleum Company war von 1911 bis 21. Dezember 1925 ein eigenständiges Mineralölunternehmen. Sie wurde am 24. April 1911 als Aktiengesellschaft gegründet. In das Unternehmen brachten mehrere Vorgängerunternehmen ihr Kapital ein.

## Vorgänger und Gründung
1901 entstand die George A. Burts Refining Company, die Rohöl aus dem Ölfeld „Spindletop-Hügel“ bei Beaumont (Texas) verarbeitete und in Security Oil Company umbenannt wurde. Sie wurde 1909 zusammen mit der Navarro Refining Company durch die John Sealy Company aufgekauft. Diese wurde 1911 unter dem Präsidenten John Hutchings Sealy (1870–1926) in Magnolia Petroleum Company umbenannt. Deren Aktien hatten ursprünglich einen Nennwert von 2.450.000 USD, also 24.500 Aktien zu je 100 USD.
Das älteste der Vorgängerunternehmen, die J. S. Cullinan Company, betrieb seit dem 25. Dezember 1898 eine Raffinerie in Corsicana (Texas). 1899 wurde als Rohölförderer für die Cullinan-Anlage die Corsicana Petroleum Company gegründet und dann in Navarro Refining Company umbenannt. Sie wurde 1925 zum Preis von 185 Millionen USD an die Magnolia Petroleum Company verkauft.

## Tochterfirmen und Nachfolger
Die Magnolia Pipe Line Company wurde im November 1925 als Transport-Tochter der Petroleum Company ausgegründet. Die Magnolia Petroleum Company gewann zunehmend Marktanteile in den südwestlichen Bundesstaaten der USA und Aktien wurden durch die Standard Oil Company of New York erworben. Im Dezember 1925 wurden alle Aktien der Magnolia gegen Aktien der Standard Oil Company getauscht und das Eigentum nach texanischem Recht zum 21. November 1925 auf die neue Gesellschaft übertragen. Als diese 1931 mit der Vacuum Oil Company zur Socony-Vacuum Oil Company fusionierte, wurde Magnolia eine Filiale des neuen Unternehmens.